# 1686 au théâtre
| Années du théâtre : 1683 - 1684 - 1685 - 1686 - 1687 - 1688 - 1689    |
| Décennies du théâtre : 1650 - 1660 - 1670 - 1680 - 1690 - 1700 - 1710 |

## Pièces de théâtre représentées
- 14 janvier : Le Baron des fondrières de Jean Donneau de Visé, Paris, Comédie-Française.
- 31 janvier : L'Homme à bonne fortune de Michel Baron, Paris, Comédie-Française.
- 14 mars : Antigone de Claude Boyer, Paris, Comédie-Française.
- 31 juillet : Renaud et Armide de Dancourt, Paris, Comédie-Française.
- 26 décembre : Phraate de Campistron, Paris, Comédie-Française.
- 28 décembre : La Coquette et la fausse prude de Michel Baron, Paris, Comédie-Française.

## Naissances
- 27 avril : Elena Balletti, dite Flaminia, actrice et dramaturge italienne, morte le 29 décembre 1771.
- Date précise inconnue ou non renseignée :
  - Jean-Baptiste Vivien de Châteaubrun, auteur dramatique français, mort le 16 février 1775.
  - Joseph de La Font, dramaturge français, mort le 21 mars 1725.

## Décès
- 31 janvier : Jean Mairet, auteur dramatique et diplomate français, originaire du comté de Bourgogne, né le 10 mai 1604.
- 19 avril : Antonio de Solís y Ribadeneyra, dramaturge et historien espagnol, né le 18 juillet 1610.
- 23 juillet : Carlo de' Dottori, poète et dramaturge italien, né le 9 octobre 1618.
- 31 octobre : Claude de La Rose, dit Rosimond, acteur et auteur dramatique français, né vers 1640.
- 6 décembre : Nicolas Avancini, dramaturge et poète italien, né le 1er décembre 1611.
- 17 décembre : William Cartwright, acteur anglais, né en 1606.